# Symplocos harroldii
Symplocos harroldii är en tvåhjärtbladig växtart som beskrevs av L.W. Jessup. Symplocos harroldii ingår i släktet Symplocos och familjen Symplocaceae. Inga underarter finns listade i Catalogue of Life.